# Kongólazac
A kongólazac (Phenacogrammus interruptus) a sugarasúszójú halak (Actinopterygii) osztályába, azon belül a pontylazacalakúak (Characiformes) rendjébe és a Alestidae családjába tartozó faj.

## Előfordulása
Zaire folyóinak lakója.

## Megjelenése
A hím testhossza elérheti 10 centimétert, a nőstény 2–3 cm-rel kisebb. Teste ragyogó zöldes arany. A hím csillogóbb, hátúszója megnyúlt, a farokúszónak két középső nyúlványa van. Nagy, fekete szemét, széles arany szemgyűrű keretezi.

## Életmódja
Szívesen fogyasztanak minden élő eleséget, de különösen szúnyoglárvákat.

## Szaporodása
Egyéves korban érik el ivarérettségüket. Egy jól fejlett nőstény 200-300 ikrát rak, melynek az átmérője 2-3 milliméter. Az ivadék a hatodik-hetedik nap kel ki, és néhány óra múlva eleség után kutat.

## Tartása
Rajhal, ezért minimum 100 literes akváriumot igényel, a víz lágy, savanyú és 24-27 fokos legyen.